# James Hayter
James Hayter (Lonavala, 23 aprile 1907 – La Vila Joiosa, 27 marzo 1983) è stato un attore britannico.

## Biografia
Nato a Lonavala, in India, crebbe in Scozia e fu allievo della Dollar Academy, laureandosi alla Royal Academy of Dramatic Art. La sua carriera cinematografica iniziò nel 1936, ma venne interrotta dalla seconda guerra mondiale, durante la quale prestò servizio nel Royal Armoured Corps. 
Le sue migliori interpretazioni sul grande schermo furono quelle di Frate Tuck nel film Robin Hood e i compagni della foresta (1952), di Samuel Pickwick in The Pickwick Papers (1952), e del fedele servitore Mortimer in Lord Brummell (1954). Il suo aspetto rotondo e la voce fruttata lo destinarono in maniera naturale a questi ruoli. La sua carriera in seguito incluse ruoli in serie televisive come La saga dei Forsyte (1967), The Line Onedin e Are You Being Served?. Morì in Spagna nel 1983.

## Filmografia parziale

### Cinema
- I misteri di Londra (The Life and Adventures of Nicholas Nickleby), regia di Alberto Cavalcanti (1947)
- Prigioniero della paura (The October Man), regia di Roy Ward Baker (1947)
- Idolo infranto (The Fallen Idol), regia di Carol Reed (1948)
- Carlo di Scozia (Bonnie Prince Charlie), regia di Anthony Kimmins e Alexander Korda (1948)
- Incantesimo nei mari del sud (The Blue Lagoon), regia di Frank Launder (1949)
- Trio, regia di Ken Annakin e Harold French (1950)
- Tom Brown's School Days, regia di Gordon Parry (1951)
- Robin Hood e i compagni della foresta (The Story of Robin Hood and His Merrie Men), regia di Ken Annakin (1952)
- Il corsaro dell'isola verde (The Crimson Pirate), regia di Robert Siodmak (1952)
- The Pickwick Papers, regia di Noel Langley (1952)
- Four Sided Triangle, regia di Terence Fisher (1953)
- The Great Game, regia di Maurice Elvey (1953)
- Lord Brummell (Beau Brummell), regia di Curtis Bernhardt (1954)
- La regina delle piramidi (Land of the Pharaohs), regia di Howard Hawks (1955)
- Porto Africa (Port Afrique), regia di Rudolph Maté (1956)
- La settima onda (Seven Waves Away), regia di Richard Sale (1957)
- 24 ore a Scotland Yard (Gideon's Day), regia di John Ford (1958)
- La battaglia segreta di Montgomery (I Was Monty's Double), regia di John Guillermin (1958)
- Sotto coperta con il capitano (The Captain's Table), regia di Jack Lee (1959)
- I 39 scalini (The 39 Steps), regia di Ralph Thomas (1959)
- Mille frecce per il re (A Challenge for Robin Hood), regia di C.M. Pennington-Richards (1967)
- Oliver!, regia di Carol Reed (1968)
- Gli orrori di Frankenstein (The Horror of Frankenstein), regia di Jimmy Sangster (1970)
- La pelle di Satana (The Blood on Satan's Claw), regia di Piers Haggard (1971)

### Televisione
- Douglas Fairbanks Jr. Presents – serie TV, 6 episodi (1953-1956)
- Agente speciale (The Avengers) – serie TV, episodio 5x13 (1967)

## Doppiatori italiani
- Carlo Romano in Robin Hood e i compagni della foresta
- Olinto Cristina in Il corsaro dell'isola verde; Lord Brummell
- Mario Besesti in La regina delle piramidi